# Tamopsis wau
Tamopsis wau là một loài nhện trong họ Hersiliidae. T. wau được miêu tả năm 1993 bởi Martin Baehr & Barbara Baehr.